# Bartholomä
Bartholomä ist eine Gemeinde im Ostalbkreis in Baden-Württemberg.

## Geographie

### Geographische Lage

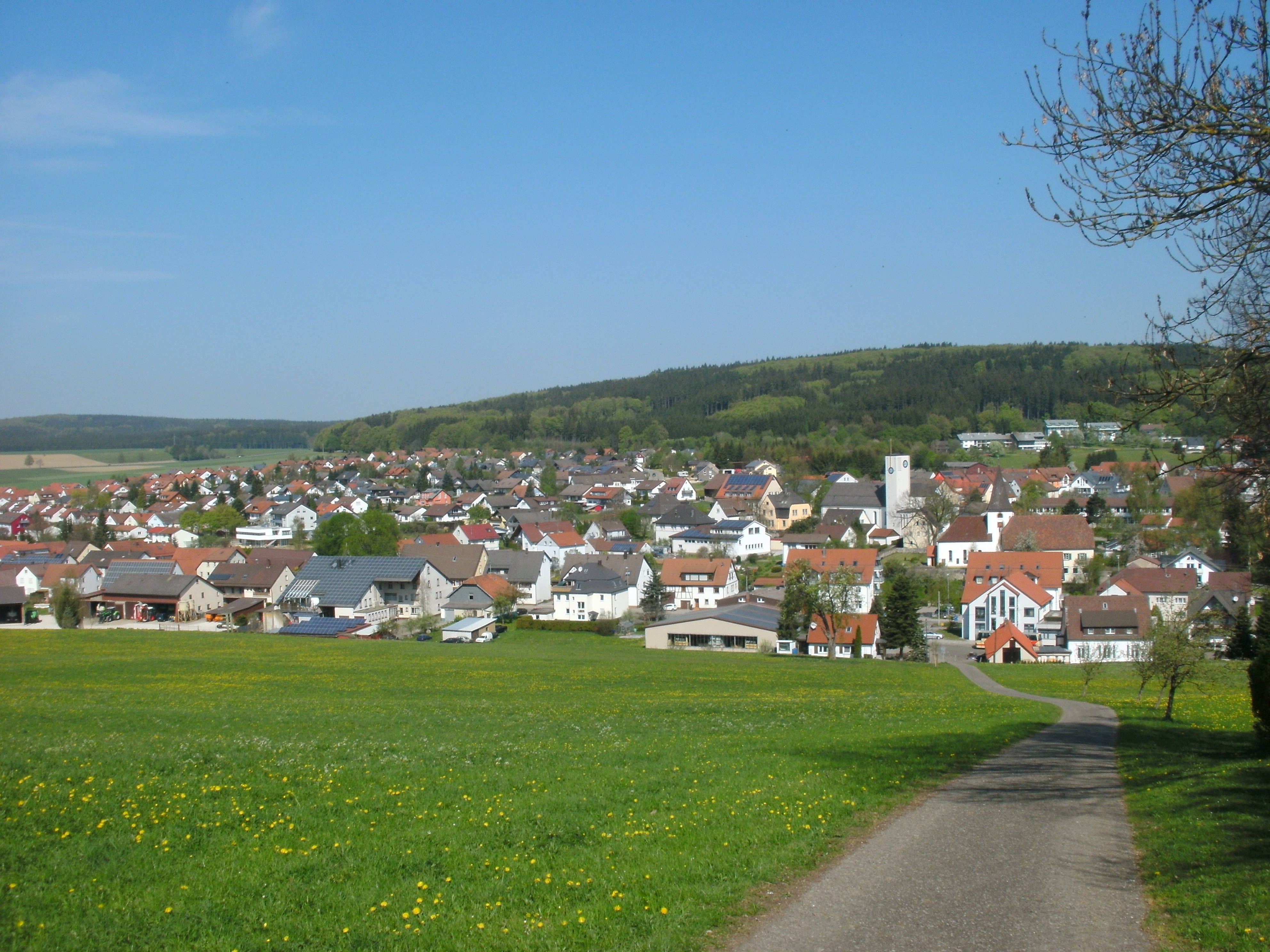
Blick vom Wirtsberg auf Bartholomä

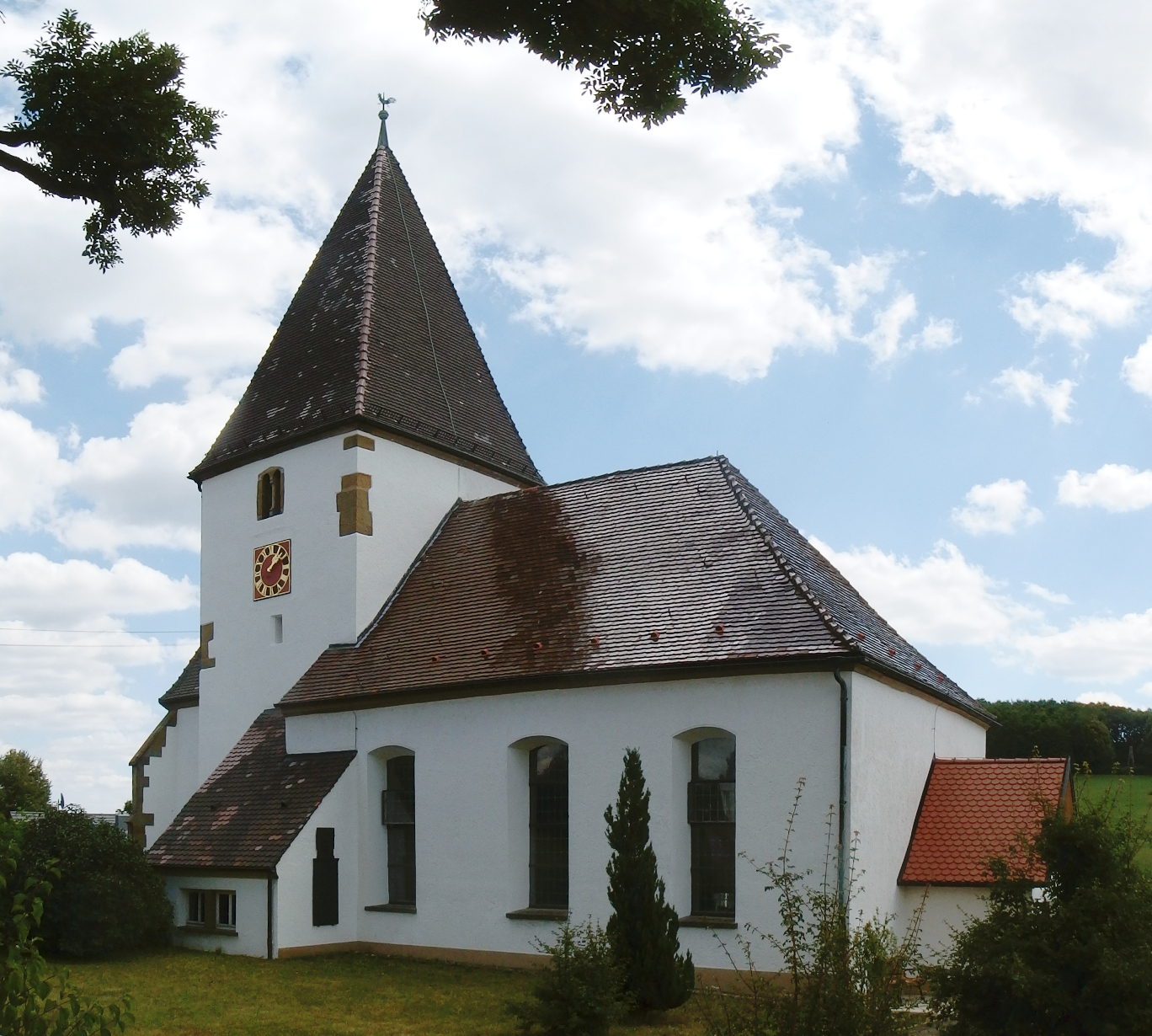
Die evangelische Bartholomäuskirche

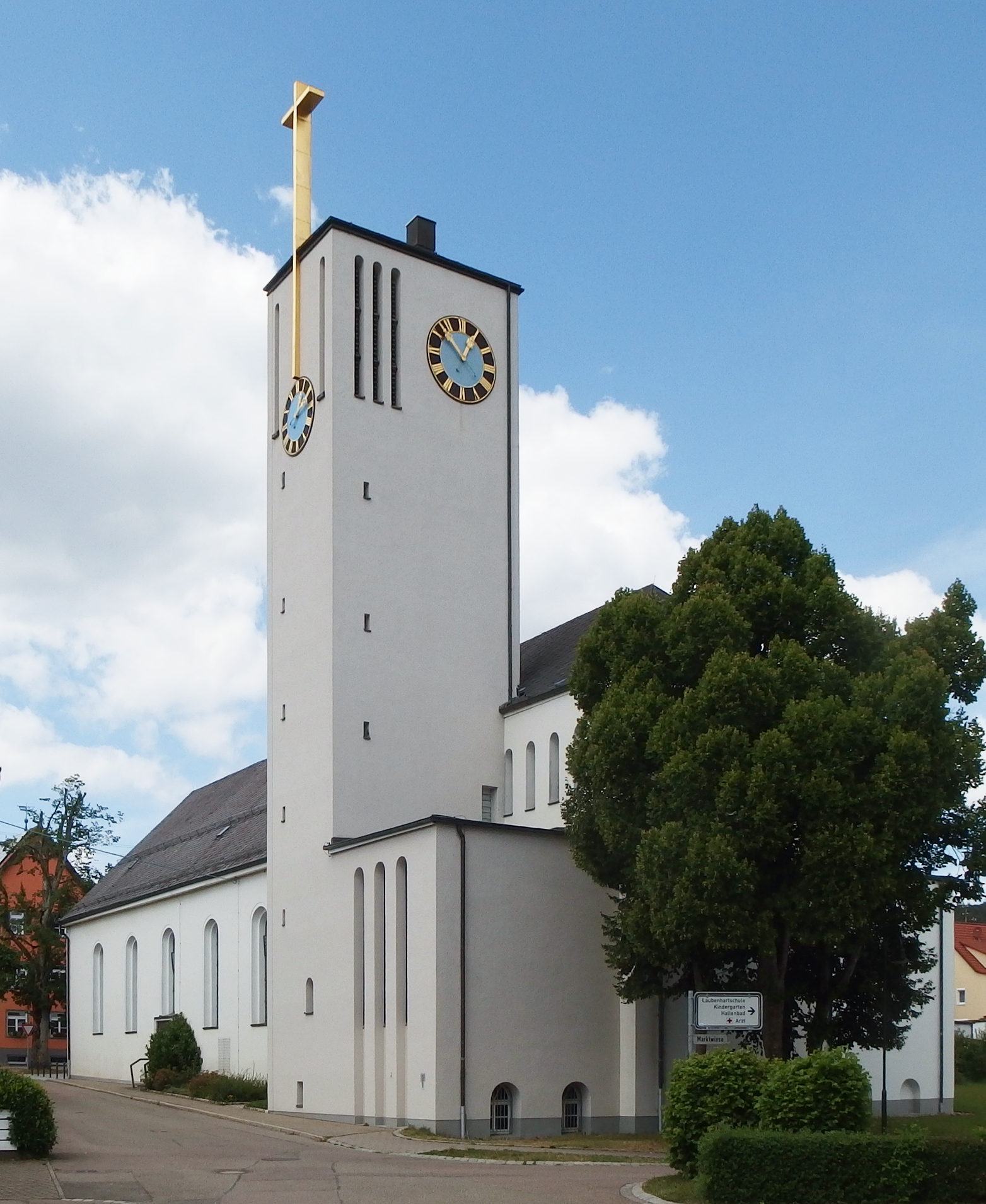
Katholische Kirche St. Bartholomäus

Der staatlich anerkannte Erholungsort Bartholomä liegt auf dem Albuch, einem Teil der Schwäbischen Alb.

### Nachbargemeinden
Die Gemeinde grenzt im Norden an die Stadt Heubach, im Nordosten an Essingen, im Südosten an Königsbronn und an Steinheim am Albuch, beide im Landkreis Heidenheim, im Süden Böhmenkirch und an die Stadt Lauterstein, beide im Landkreis Göppingen, und im Westen an Schwäbisch Gmünd.

### Gemeindegliederung
Zur Gemeinde Bartholomä gehören das Dorf Bartholomä, die Weiler Äußerer Kitzinghof, Amalienhof, Hesselschwang, Hirschrain, Innerer Kitzinghof, Möhnhof und Rötenbach, das Gehöft Tannenhöfle und das Haus Ziegelhütte (Auf der Heide) sowie die abgegangenen Ortschaften Bärenweiler, Engelboldweiler, Ulrichsweiler und Burg Michelstein.

### Flächenaufteilung
Nach Daten des Statistischen Landesamtes, Stand 2014.

## Geschichte

### Mittelalter und frühe Neuzeit
Von der Geschichte kaum einer anderen Gemeinde im Ostalbkreis ist so wenig bekannt, da in den Archiven der seit dem 17. Jahrhundert häufig wechselnden ritterschaftlichen Herren kaum Unterlagen erhalten geblieben sind. Die Ersterwähnung im Jahr 1365 als Laubenhart wurde erst 1994 publik. 1365 verkauften Ulrich von Rechberg zu Gröningen und seine Söhne eine umfangreiche Herrschaft, nahmen aber den Kirchensatz (das Patronatsrecht) ze Laubenhart ausdrücklich aus. Bis 1531 (oder 1532?) war Bartholomä, das im 16. Jahrhundert seinen alten Namen Laubenhart zugunsten der Bezeichnung nach dem Kirchenheiligen Bartholomäus (bis heute besteht ein Bartholomäusmarkt) aufgab, rechbergisch. Bis 1638 waren die Herren von Woellwarth zu Lauterburg die Ortsherren.
1638 kaufte der Ulmer Patrizier Hans Jakob Schad das Rittergut. Über die von Wollmershausen kam es an die vom Holz zu Alfdorf, die 1740 Alleinbesitzer wurden.

### 19. und 20. Jahrhundert
1806 fiel der Ort an das Königreich Württemberg und wurde dem Oberamt Gmünd zugeordnet. Bei der Kreisreform während der NS-Zeit in Württemberg gelangte Bartholomä 1938 zum Landkreis Schwäbisch Gmünd. 1945 bis 1952 gehörte die Gemeinde zum Nachkriegsland Württemberg-Baden, das 1945 in der Amerikanischen Besatzungszone gegründet worden war, ab 1952 zum heutigen Bundesland Baden-Württemberg. Durch die Kreisreform von 1973 kam Bartholomä zum neuen Ostalbkreis.

## Religionen
Die Herren von Woellwarth führten 1550 die Reformation in Bartholomä ein. So war der Ort zunächst evangelisch geprägt. Nach der durch den Dreißigjährigen Krieg verursachten weitgehenden Entvölkerung kamen durch Zuzug seit dem 18. Jahrhundert auch Katholiken in den Ort. Eine katholische Kirche wurde 1839/1840 errichtet. Die evangelische Kirchengemeinde Bartholomä gehört zum Kirchenbezirk Schwäbisch Gmünd.

## Politik

### Verwaltungsgemeinschaft
Die Gemeinde ist ein Mitglied der Verwaltungsgemeinschaft Rosenstein mit Sitz in Heubach.

### Gemeinderat
Dem Gemeinderat gehören seit der letzten Kommunalwahl am 9. Juni 2024 zehn Mitglieder an, deren Amtszeit fünf Jahre beträgt. Als einzige Gruppierung gehört dem Gemeinderat die Freie Bürgerliste an, die bei der Wahl 98,7 Prozent der Stimmen auf sich vereinigen konnte. Die übrigen 1,3 Prozent der Stimmen entfielen auf weitere von den Wählenden vorgeschlagene Personen, von denen keine ein Mandat erhielt. Die Wahlbeteiligung betrug 71,5 Prozent und war damit um 3,1 Prozentpunkte höher als bei der vorletzten Wahl im Jahr 2019.

### Bürgermeister
Bürgermeister der Gemeinde ist seit 2005 Thomas Kuhn, der zuletzt 2021 für eine dritte Amtszeit von acht Jahren wiedergewählt wurde.

### Wappen
Blasonierung: „In Rot ein mit der Schneide nach links gekehrtes silbernes Messer“.
Die Bartholomäuskirche und der Bartholomäusmarkt gaben der Gemeinde ihren Namen. Das Messer als Attribut des namengebenden Apostels weist im Wappen darauf hin.
Die Gemeindeflagge ist Weiß-Rot.
Am 2. März 1957 wurden der Gemeinde vom Innenministerium Baden-Württemberg das heute gültige Wappen und die Flagge verliehen.

### Partnerschaft
Bartholomä unterhält partnerschaftliche Beziehungen zu Casola Valsenio (Provinz Ravenna) in Italien.

## Wirtschaft und Infrastruktur

### Verkehr
Süd-Östlich der Ortschaft befindet sich angrenzend an die Feriensiedlung Amalienhof der Flugplatz Bartholomä-Amalienhof. An diesem sind die Fliegergruppen Heubach und Fellbach sowie die Akademische Fliegergruppe Stuttgart ansässig.

### Bildung
Mit der Laubenhartschule verfügt Bartholomä über eine Grundschule. Außerdem werden regelmäßig Volkshochschulkurse angeboten.

### Telekommunikation

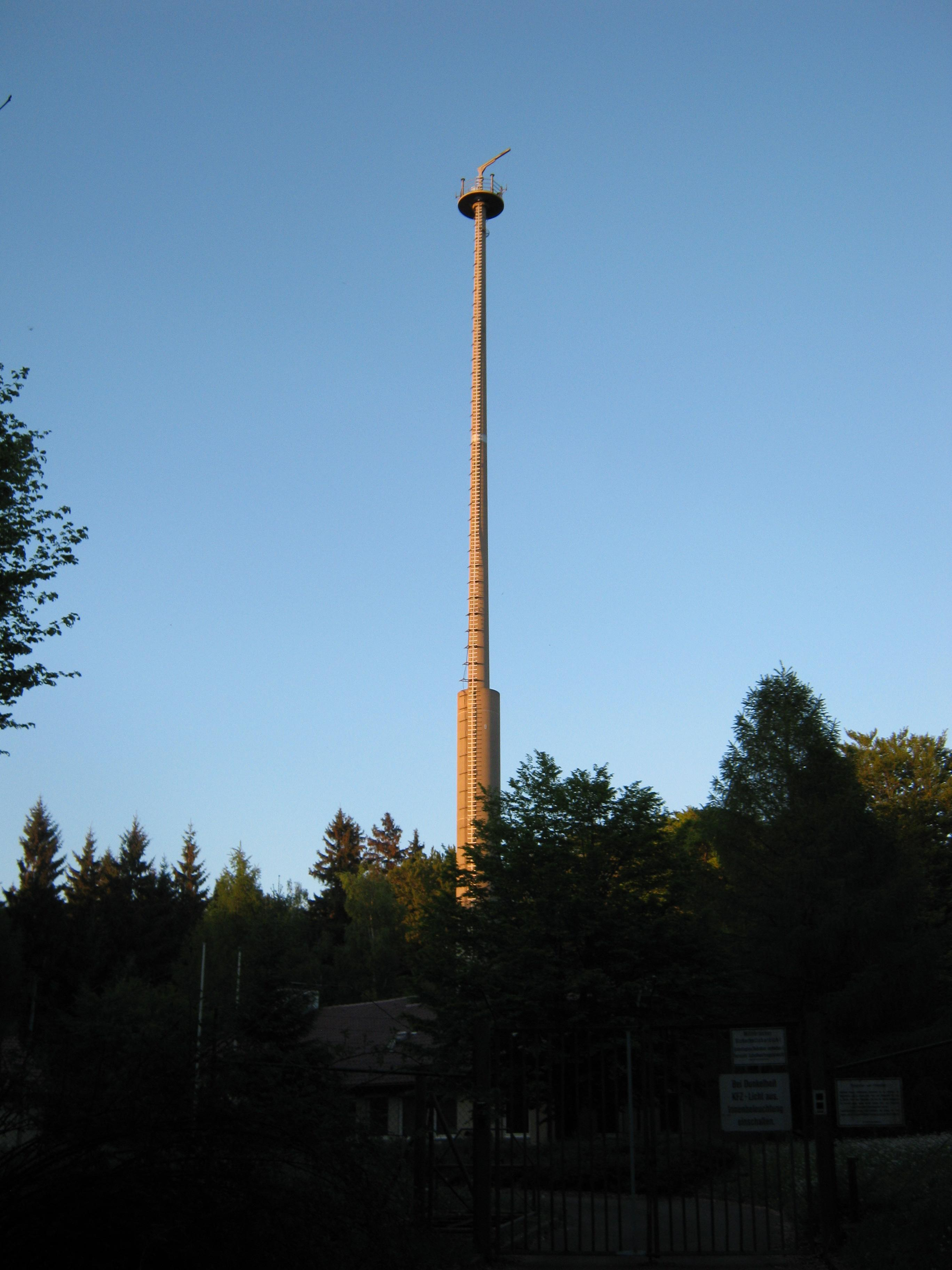
Funkturm der Bundeswehr nördlich von Bartholomä

Bei 48° 46′ 29″ N, 9° 57′ 27″ O steht ein 61 m hoher, mittlerweile außer Dienst gestellter Richtfunkturm der Bundeswehr.

### Energie
2016 wurde auf dem Gemeindegebiet der Windpark Lauterstein mit 3 Windkraftanlagen des Typs General Electric 2.75-120 in Betrieb genommen, 16 weitere Anlagen stehen auf Grund der Gemeinde Lauterstein.

## Kultur und Sehenswürdigkeiten

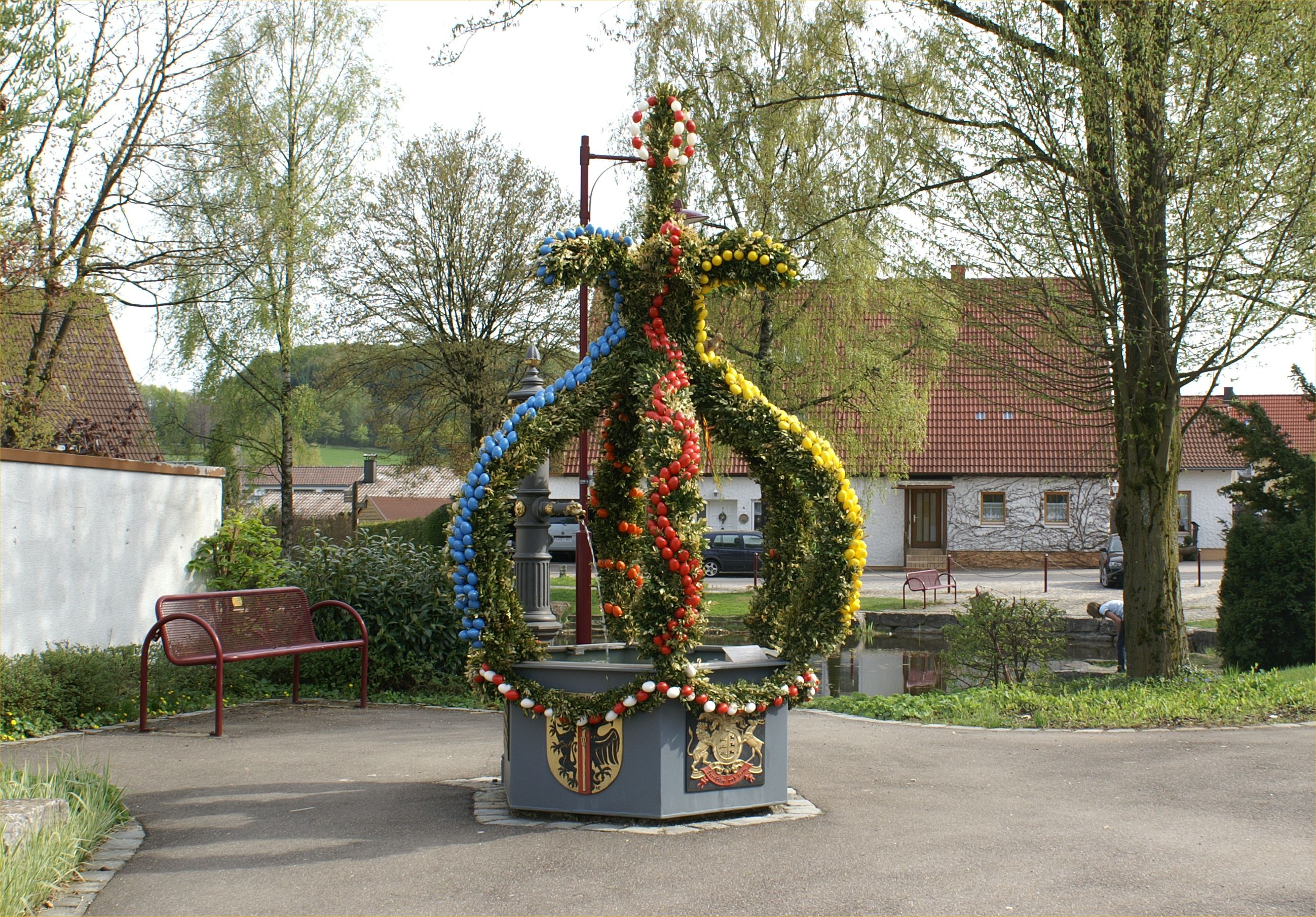
Osterbrunnen vor der Hülbe in Bartholomä

Die im Kern romanische Bartholomäuskirche mit gotischem Chor beherbergt u. a. eine Kanzel von Wilhelm Fehrle, ein Relief von Biagio Frisa und die Link-Bornefeld-Orgel von 1975.
Die Hülbe in der Ortsmitte ist ein historisches Zeugnis der dörflichen Wasserversorgung auf der Schwäbischen Alb und wird als kulturgeschichtliches Denkmal gepflegt, das an die einstige Bedeutung der Wasserversorgung für die Gemeinden auf der Albhochfläche erinnert.

### Naturdenkmäler
Eine besondere Attraktion stellt das Felsenmeer des Wentals mit seinen ungewöhnlichen Felsformationen dar. Auch das in der Nähe liegende Naturschutzgebiet Weiherwiesen ist sehenswert, da man hier unberührte Natur und vollkommene Stille erfahren kann. Zur Gemeinde selber gehören zwei weitere kleine Naturschutzgebiete, die Rauhe Wiese und die Streuwiese bei Rötenbach. Die drei letztgenannten Schutzgebiete sind auch Teil des FFH-Gebiets Albuchwiesen.
→ Liste der Naturdenkmale in Bartholomä

### Rosstag
Zum Rosstag treffen sich seit 1987 jedes zweite Jahr Ende August rund 100 Fuhrleute mit insgesamt über 250 Pferden zu einer einzigartigen Veranstaltung. Am Rosstag sind in Bartholomä herrliche Kaltblutpferde, schön gestaltete Wagen zu historischen Themen und zum früheren landwirtschaftlichen und bäuerlichen wie auch handwerklichen Leben zu bestaunen. Höhepunkt des Tages bildet jeweils der Festumzug mit den stolzen Pferdegespannen in und um die Gemeinde Bartholomä.

## Ortsneckname
Die Bartholomäer gaben sich früher viel mit dem Besenbinden ab. Ihren Übernamen „Birke-Schnalzger“ mussten sie einstecken, weil sie sich ihr Birkenreisig auf eine eigenartige Weise zu beschaffen wussten. Die Bartholomäer kletterten auf junge Birken, hängten sich an die Gipfel, bis die Zweige auf den Boden reichten – dann schnitten sie die schönsten davon ab, sprangen herunter und ließen die Bäume wieder zurück „schnalzen“.

## Persönlichkeiten

### Söhne und Töchter der Gemeinde
- Theodor Wolf (1841–1924), Botaniker und Geologe, Namensgeber der Insel Wolf (Galápagos)
- Gudrun Ensslin (1940–1977), deutsche Terroristin der Roten Armee Fraktion

### Personen, die vor Ort gewirkt haben
- Thomas Haller (* 1966), Kirchenmusikdirektor, wuchs in Bartholomä auf